# 刘永锋
刘永锋（1977年10月—2025年3月5日），中国材料科学家，浙江大学教授、博士生导师。刘研发高效储氢材料可用于氢燃料电池汽车，他开发的电极材料发掘了电池安全性与续航能力的潜能，有利于碳中和的实现。

## 生平
刘永锋出生于一个学术家庭，本科考入浙江大学材料科学与工程系，2000年在同一院系读硕士。2002年直升博士，师从潘洪革、雷永泉，2005年获博士学位，其博士论文《La-Mg-Ni-Co系贮氢电极合金的相结构及电化学性能研究》后来获全国百篇优秀博士论文提名奖。后赴新加坡国立大学做博士后研究，2007年回国后任教于浙江大学，2012年升为教授，成为“求是特聘教授”之一。
刘后来所获荣誉包括浙江省自然科学学术奖二等奖（2010）、杭州市自然科学优秀学术成果二等奖（2010）、浙江省高校优秀科研成果一等奖（2011）、杭州市青年科技奖（2011）等。2012入选国家优秀青年科学基金的赞助名单，2014年获选为Elsevier中国高被引科学家之一。2015年列入国家“万人计划”青年拔尖人才，并获“青年长江学者”称号。
2025年3月5日，刘永锋因脑溢血突发逝世。

## 学术贡献
刘永锋系统研究了纳米化制备金属配位氢化物（NaAlH4、Mg(BH4)2等），通过催化剂（二维Ti3C2、纳米CeO2@C等），大幅提高材料的吸放氢动力学性能和循环稳定性。其团队开发的纳米TiO2修饰的NaAlH4材料，可实现室温下的高效储氢，打破了传统材料依赖高温条件的限制。 另外他提出“La-Mg-Ni-Co系”合金设计，优化了电极合金的电化学性能，为商业化的氢能源电池开辟了道路。
刘永锋团队还研发了新型硅基复合阳极材料（如Li-Si合金修饰的Mg2Si）以应对锂离子电池的容量衰减，大幅提高电池的循环寿命和能量密度。其研究成果发表于《Advanced Functional Materials》等期刊。他还提出用表面包覆（如Li2CO3包覆α-Fe2O3纳米晶）来抑制电极材料的结构坍塌，突破了锂电材料的开发瓶颈。 
刘的论文引用量超过9000次，H指数为53，拥有48项发明专利。